# Brynäs IF
O Brynäs IF é um clube sueco de hóquei no gelo.
Está sediado no bairro de Brynäs, na cidade de Gävle.
Usa como campo de jogos a Gavlerinken Arena.
Foi fundado em  1912.
Foi campeão da Suécia por  13 vezes .